# Stanley Chambers
Stanley Chambers (Hackney, 13 de setembro de 1910 — Brighton e Hove, agosto de 1991) foi um ciclista britânico que competiu nos Jogos Olímpicos de 1932, em Los Angeles, onde ganhou a medalha de prata na prova de tandem, em parceria com seu irmão Ernest Chambers.